# MLav Racing Team
Das VisionTrack Racing Team ist ein britisches Motorradsport-Team, welches in der Moto3-Kategorie der Motorrad-Weltmeisterschaft sowie in der JuniorGP und im European Talent Cup an den Start geht. Es ist für die Ausbildung britischer und irischer Nachwuchstalente verantwortlich.
Die Fahrer 2025 sind Eddie O’Shea und Marcos Uriarte.

## Team-WM-Ergebnisse
| Saison | Klasse | Teamname                | Hersteller | Chassis  | Fahrer            | Nr. | 1     | 2           | 3           | 4         | 5          | 6       | 7          | 8           | 9           | 10          | 11          | 12                     | 13         | 14         | 15        | 16         | 17       | 18         | 19       | 20       | Punkte | Rang |
| ------ | ------ | ----------------------- | ---------- | -------- | ----------------- | --- | ----- | ----------- | ----------- | --------- | ---------- | ------- | ---------- | ----------- | ----------- | ----------- | ----------- | ---------------------- | ---------- | ---------- | --------- | ---------- | -------- | ---------- | -------- | -------- | ------ | ---- |
| 2017   | Moto3  | British Talent Team     | Honda      | NSF250RW |                   |     | Katar | Argentinien | USA-Texas   | Spanien   | Frankreich | Italien | Katalonien | Niederlande | Deutschland | Tschechien  | Osterreich  | Vereinigtes Konigreich | San Marino | Aragonien  | Japan     | Australien | Malaysia | Valencia   |          |          | – 1    | – 1  |
| 2017   | Moto3  | British Talent Team     | Honda      | NSF250RW | John McPhee       | 17  | 2     | 2           | 7           | DNF       | 12         | 6       | 12         | 3           | DNF         | 6           | DNF         | 13                     | DNF        | 6          | 10        | DNF        | 5        | 8          |          |          | – 1    | – 1  |
| 2022   | Moto3  | VisionTrack Racing Team | Honda      | NSF250RW |                   |     | Katar | Indonesien  | Argentinien | USA-Texas | Portugal   | Spanien | Frankreich | Italien     | Katalonien  | Deutschland | Niederlande | Vereinigtes Konigreich | Osterreich | San Marino | Aragonien | Japan      | Thailand | Australien | Malaysia | Valencia | 21     | 14.  |
| 2022   | Moto3  | VisionTrack Racing Team | Honda      | NSF250RW | Scott Ogden       | 19  | DNF   | 13          | DNF         | 12        | 13         | 12      | DNF        | DNF         | 14          | DNF         | DNF         | 12                     | 21         | 25         | 22        | 20         | 15       | DNF        | DNF      | DNF      | 21     | 14.  |
| 2022   | Moto3  | VisionTrack Racing Team | Honda      | NSF250RW | Syarifuddin Azman | 63  |       |             |             |           |            |         |            |             | 19          |             |             |                        |            |            |           |            |          |            | 16       |          | 21     | 14.  |
| 2022   | Moto3  | VisionTrack Racing Team | Honda      | NSF250RW | Joshua Whatley    | 70  | 22    | 20          | 23          | DNF       | 26         | DNS     | 26         | 21          | DNF         | DNF         | 20          | 21                     | 29         | 24         | DNF       | DNF        | 23       | 21         | 23       | 26       | 21     | 14.  |